# Julian Koch
Julian Koch (Schwerte, 11 novembre 1990) è un allenatore di calcio ed ex calciatore tedesco, di ruolo difensore.

## Palmarès

### Club

#### Competizioni nazionali
- Campionato tedesco: 1

Borussia Dortmund: 2011-2012
- Coppa di Germania: 1

Borussia Dortmund: 2011-12
- Coppa d'Ungheria: 1

Ferencváros: 2016-2017
- Campionato ungherese: 1

Ferencváros: 2018-2019